# 拉里·高思廷
劳伦斯·奥格尔索普·高思廷（Lawrence Oglethorpe Gostin，1949年10月19日—）是一位美国乔治城大学法学教授以及约翰斯·霍普金斯大学卫生与公共卫生学院法学与公共卫生教授。他主要研究公共卫生法。他曾是富布赖特项目參與者。他還是世衛組織的技術顧問。